# Henri Tronchon
Henri Tronchon  (* 1877; † 1941) war ein französischer Romanist und Komparatist.

## Leben und Werk
Henri Eugène Tronchon bestand 1904 die Agrégation de grammaire und unterrichtete am Lycée Charlemagne in Paris. Er habilitierte sich 1919 mit der Thèse La fortune intellectuelle de Herder en France (2 Bde., Paris 1920, Genf 1971). Ab 1923 lehrte er an der Universität Straßburg. 1935–1936 lehrte er an der neu eröffneten Philosophischen Fakultät in Rio de Janeiro und schrieb darüber das Buch Huit mois au Brésil. Activité sociale. Le décor et la vie. Orientations intellectuelles (Paris 1938).
Tronchon war Mitglied der Ungarischen Akademie der Wissenschaften (1936).

## Weitere Werke
- Un voltairien de Hongrie. Le comte Jean Fekete de Galántha (1741–1803), Paris 1924
- Ernest Renan et l’étranger, Paris 1928
- Romantisme et préromantisme, Paris 1930
- Études (France, Allemagne, Italie, Hongrie, pays baltiques), Paris 1935, Genf 1980
- Le jeune Edgar Quinet, ou l’Aventure d’un enthousiaste. Allemagne. France. Angleterre, Paris 1936